# 駅前町 (横手市)
駅前町（えきまえちょう）は、秋田県横手市の町丁。郵便番号は013-0036。人口は372人、世帯数は168世帯（2020年10月1日現在）。丁目の設定のない単独町名であり、全域で住居表示を実施している。旧横手市横手町・前郷・安田の各一部。

## 地理
横手地域の中央部に位置し、東で前郷一番町・前郷二番町・神明町、西で三枚橋・駅西・駅南、南で横山町、北で寿町と隣接する。町の西端にJR奥羽本線が南北に縦貫し、南端をJR北上線が東西に横断する。町の西部に横手駅が位置しており、それを中心に南北に細長い町域を擁する。
全域が都市計画区域に含まれるが、区域区分非設定区域となっている。都市計画法上の用途地域では全域が商業地域に指定されている。
町内の区画は昭和期の土地区画整理事業によって整備されたもので、後の平成・令和期には市街地再開発事業も行われている（詳細は後述）。

## 歴史

### 前史
横手駅の開業前、現在の駅前町に当たる地域は、当時の横手町の西南端であり、隣接する横手前郷村との境界付近であった。この土地は田畑や荒地が広がり、家屋は一軒も立っていなかったと伝えられている。市街地から離れた場所に横手駅が設置されたのは、蒸気機関車の煙や騒音などが心配され、駅自体の設置反対や市街地に近接した場所への駅開業を反対する意見があったためで、これにより既存の市街地から500mほど離れた現在地に駅が設置されることになった。

### 市街地の形成
1905年（明治38年）6月15日、奥羽北線の大曲 - 横手間が開業したことにより横手駅は開業した。当時は横手から秋田方面へ向かう奥羽北線のみで、十文字・湯沢方面は開通していなかった。横手駅の開業に合わせ、駅前には旅館や運送業者が競うように出店し、旅館においては武藤旅館が鍛冶町から移転、平源旅館や小川旅館は支店を開業、小川旅館支店は鉄道の指定旅館であり、駅弁の仕出しも行った。運送業においては塩田運送店（現在のヨコウン）などが進出し、駅前に開業した。
1905年9月には、十文字で奥羽北線・南線が接続し、横手 - 湯沢間が開通したことにより、奥羽本線として全線開通した。これまでは主に平和街道経由で東京方面との経済交流が行われていたが、奥羽本線全線開通により人の流れが変わり、また雄物川の舟運による物資運搬にも大きな影響を与えた。また、1918年（大正7年）8月には羽後交通横荘線の横手 - 沼館間が、1920年（大正9年）10月10日には西横黒軽便線（後の北上線）の横手 - 相野々間が開業している。
1933年（昭和8年）に金喜書店・大澤鮮進堂から発売された「横手町市街地案内図」によると、この年には駅前から伸びた末広町や富士見町（現在の寿町）が大町や四日町の旧城下町の市街と完全に連続して繋がっていることが分かる。一方で、平和街道の交通量減少により、鍛冶町や水上方面の市街地拡大が止まり、横手の市街地は旧城下町と駅前地区を結ぶ方面に拡大していった。このように、現在の駅前地区は横手駅の開業によって自然発生的に新たな市街地が形成され、旧城下町の市街地とつながった。
横手駅は、横手町大字横手町字下飛瀬の番外地に置かれたが、駅構内の各設備は隣接する横手前郷村に及び、また設備拡張により、その範囲は前郷字下横山・安田字樋渡・前郷字上三枚橋・同下三枚橋までに及んだ。一方、駅前地区と呼ばれる地域は、横手町字下飛瀬・同字上飛瀬・前郷字禮堂・同字囲ノ内・同字外不瀬などに広がっていった。その後、駅近くに住むこれらの地域の住民が「常会」を組織し、1915年（大正4年）に「駅前町内会」に改称した。これ以降、駅前町はこの地域の俗称となり、1966年（昭和41年）の住居表示では「駅前町」が正式に発足した（詳細は#駅前町の発足）。
後に、横手駅前を代表する施設となる平鹿総合病院が開設（診療開始）されたのは1933年（昭和8年）2月1日のことで、1932年（昭和7年）11月24日に設立された有限責任平鹿医療購買利用組合病院を前身とし、現在のアックスフーズマート裏手の南東側あたりに当たる末広町の地に設立された。当初は「組合病院」と呼ばれ、駅前地区は通院患者等で人の往来が一層増えた。後に病院は改築や増築を重ね、横手駅前を象徴する巨大な施設となる。

### 駅周辺の整備
横手駅の開業当初、周辺はまだ悪路であった。その後、正確な時期は不明だが、駅から中前郷（現在の前郷一番町と前郷二番町の境界付近）を通り、鍛冶町へと至る細い道路の改修工事が始まり、1907年（明治40年）頃に完成。ただ、1913年（大正2年）の時点で、この道は両側に堰が多く、土地が低かったため大雨の際には水害にあっていたという。なお、この道は1909年（明治42年）頃から「阿桜道路（阿桜街道）」と呼ばれるようになり、現在の「阿桜大通り」の元となっている。
駅前の新市街地と旧城下町の市街地とを結ぶ間の町並みは、商店や小さな工場、住宅などが無秩序に開発された上に、道路も迷路のように形成されており、1927年（昭和2年）になると、齋藤武治が横手耕地整理組合を設立し、土地の整理が始まった。駅前地区においては、翌年7月27日より、横手駅前と正平寺の辺りまで（つまり、駅前地区と旧市街地の間）を直線に結ぶ幹線道路の敷設に着手したが、住民の協力が得られずに道路が円弧形に湾曲し、鍋のつる（取手）のような形になったことから、通称・なべつる通りと呼ばれるようになった。また、その沿線住民はこの地域を「末広町」と呼称するようになった。この事業は、当時区画整理に関する法整備が行われていない中で行われ、横手における都市計画の先駆けとなった。1988年（昭和63年）10月1日に駅前地区土地区画整理事業が完工した際、齋藤武治の功績を称え、ゆかりの地である末広町（現・寿町）の「四季の広場」にて、顕彰碑が建立され、同日に除幕式と祝賀会が行われた。
1928年（昭和3年）には横手尋常高等小学校（後の横手南小学校）と横手女子尋常高等小学校（後の初代横手北小学校）から高等科を分離し、前郷字礼堂に「横手高等小学校」が開校した。その後、人の往来が増えたため、横手高等小学校周辺から横山方面へ至る道路や、現在の駅前町6番（旧平源写真館前）から横山へ至る道路が「上横山線」として1932年（昭和7年）頃から整備されるなどした。上横山線は1961年春頃より拡張を開始した。
その後も整備は進み、1967年（昭和42年）には駅前交差点に交通信号機が横手警察署管内で初めて設置された。

### 市街地の再構築
時代は進み、駅前地区は鉄道だけでなくバス交通の中心ともなり、平鹿総合病院の大規模化もあり人の往来が増えていた。先述したように、駅前地区は急速な市街地化により無秩序に開発され、道路狭隘でかつ駅前広場も狭く、年々増加する自動車や鉄道利用者、バス交通の需要に対処できなくなっていた。
こうした実情を踏まえ、1965年（昭和40年）4月になると、横手市総合都市計画が策定され、駅前地区において土地区画整理事業が行われることになった。1968年（昭和43年）12月より、市による調査が始まり、1971年（昭和46年）1月に、駅前地区（20.1ヘクタール）土地区画整理事業が告示、翌年に事業許可を得て、1989年（平成元年）までの18年間の歳月をかけ、事業は進められることになった。総工費は64.8億円（出典によっては67億円との記述もあり）。71年10月25日には駅前地区土地区画整理事業協議会が発足している。

#### ジャスコの進出、ユニオンの開業
この土地区画整理事業において、約5,280m2の土地を持つ羽後交通は当初、区画内に新社屋を建設することを検討していたが、土地利用の効率化を図るためにバスターミナル機能をもつ大規模なビルを建設し、商業施設を誘致することとした。羽後交通には商業施設運営の経験はなかったため、有力な核店舗を誘致することになり、ダイエーなども引き合いに出たが、1975年（昭和50年）7月にジャスコに決定した。この決定には賛否両論で、利害の対立するジャスコ・羽後交通と市内商店街の話し合いが、横手商工会議所の仲立ちの下で行われた。最終的に、ジャスコは売り場面積1万8,792m2を6,000m2へと縮小し、これが認可されることになった。ジャスコ進出に頑固に反対することで、ジャスコが大曲や湯沢へ出店先を変えてしまえば、かえって横手の商業力の低下につながるなどといった懸念もあり、最終的に進出が決まった。

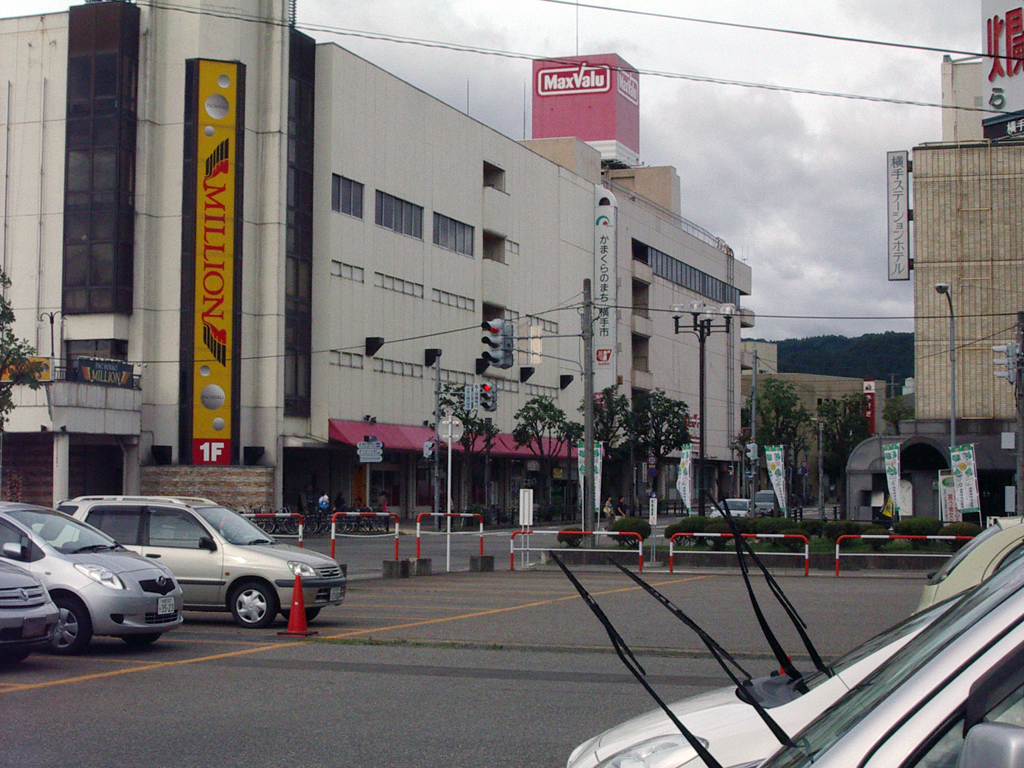
横手駅前よりユニオンビル（左手前）と羽後交通ビル（左手奥）を望む。（2007年撮影）

羽後交通の建設するビルは「羽後交通ビル」と名付けられ、1976年（昭和51年）4月に着工、翌年11月に竣工した。羽後交通ビルは、ジャスコ横手店と27店舗のテナント、そして併設される横手バスターミナルとともに1997年3月9日に開業した。また、これに隣接する形で、駅前地区の商業者の土地を集約し、そこに共同でビルを建設し大型商業施設を構成する「ユニオン」も開業した。ユニオンビルは地上5階建てで、売り場面積2,363m2、羽後交通ビル開業の3日前である1997年3月6日に50店舗のテナントを擁して開業した。
国土交通省の発表する地価公示によると、駅前地区の指標は高山商店前に置かれ、ジャスコ・ユニオン開業前の1976年時点で1m2あたり8万円ほどであったが、開業後の1978年には9万2,800円に、その後は指標が和泉ビル周辺となり、1988年に30万円、1989年には30万4,000円、1991年には32万5,000円まで上昇した。この頃はいわゆるバブル景気であったが、横手市の地価上昇率は11.9%となり、秋田市の11.2%を抜き、県内トップとなった。
また、ジャスコ・ユニオン開業前の1975年時点で、市内の人の流れは四日町上丁が最も多く、8月の日曜日で約8,000人、駅前地区は5,000人弱であった。自動車についても四日町に隣接する田中町で最も多く、四日町と駅前地区はほぼ同数であった。しかし、開業後は駅前地区の人の流れは四日町・田中町の2～3倍となり、1975年より8,000人ほど増えるなど、人や自動車の動きも変わった。

#### 進む土地区画整理事業

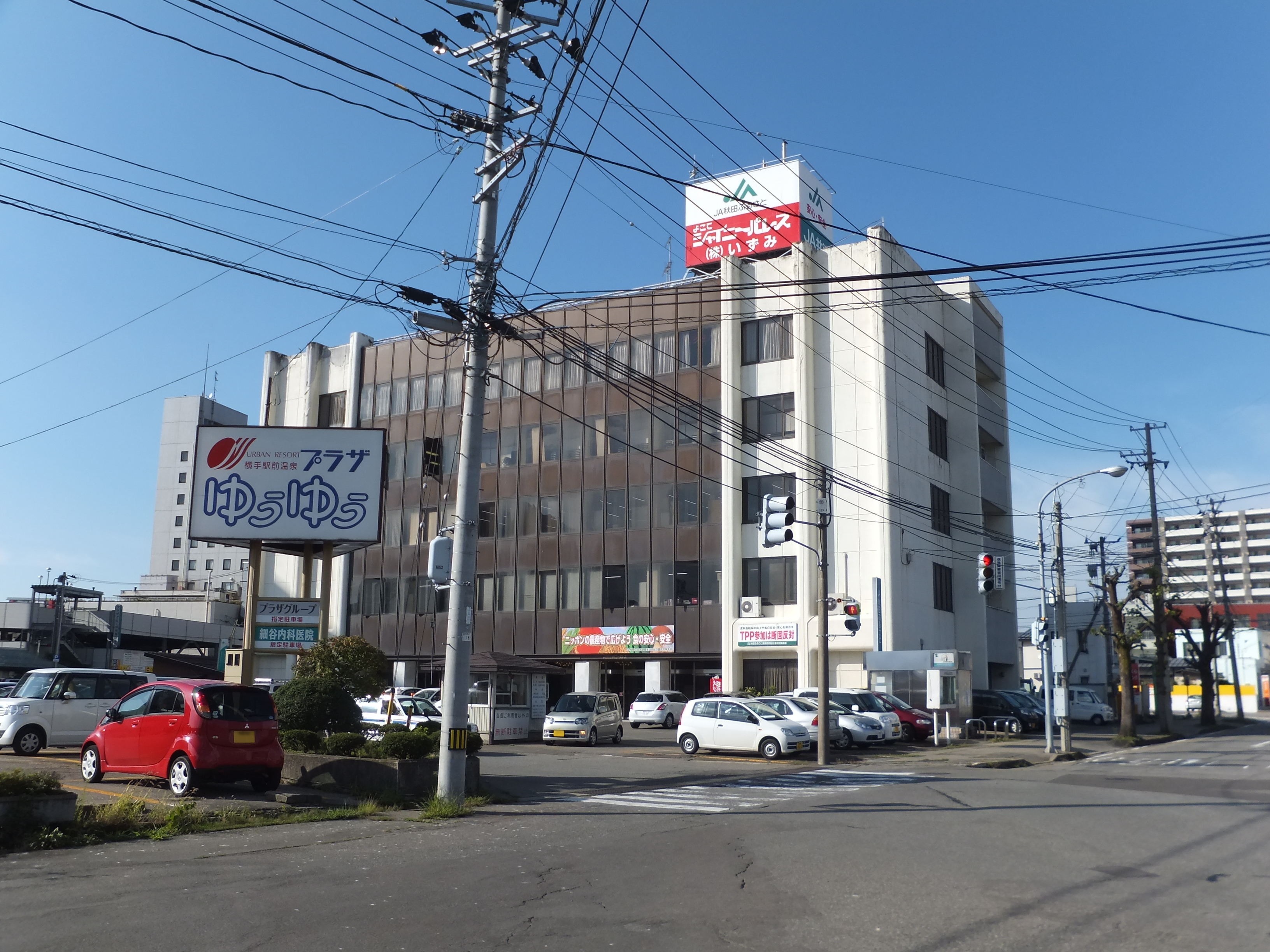
よこてシャイニーパレス（2013年撮影）

1975年（昭和50年）10月16日に横手市農協会館（後のJAビル、よこてシャイニーパレス）が竣工。農協会館は鉄筋コンクリート造の地上5階建てであったが、会館南東方向20戸のテレビ電波の障害となっていることが後に判明し、会館屋上に共同アンテナを設置し、各戸へは有線で受信することで解決した。

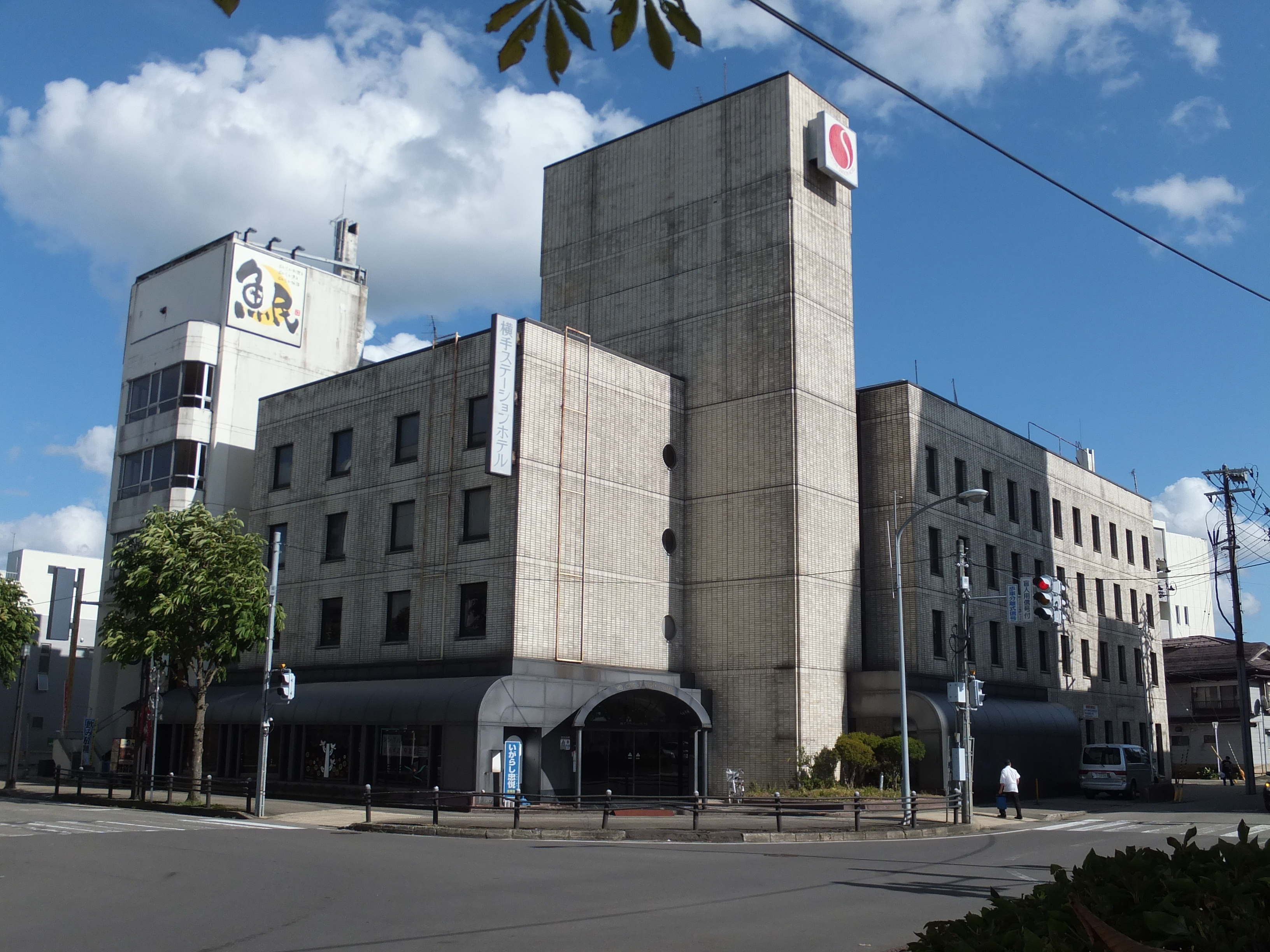
横手ステーションホテル（手前）と和泉ビル（左奥）

1977年（昭和52年）5月19日には、これまで駅前地区にあった5軒の旅館がの土地を集約（3,000m2）し、共同ホテルとして「ホテルサンルート横手」を駅前町6-44に開業した。後に横手ステーションホテルへと改称。

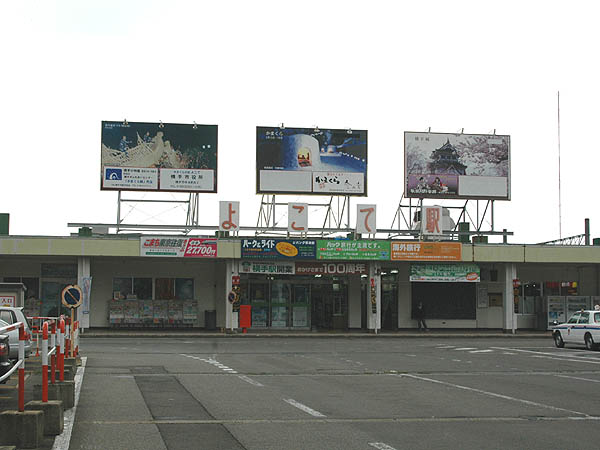
1984年竣工の横手駅舎（2005年撮影）

1978年（昭和53年）11月1日には横手駅が新駅舎（先代のもの）となり、完工式を挙行。駅舎は秋田鉄道管理局（現・東日本旅客鉄道秋田支社）が2億5,000万円を投じて完成したもので、先代のものから約1.7倍に面積が拡大された。駅前広場は1,600m2から6,177m2と約4倍に拡張され、タクシープールや駐車場を設置、噴水やモニュメントも整備された。この駅前広場の整備に伴い、1978年11月に平源写真部（1942年8月開業）が駅前町6番1号へ移転し、平源写真館と改称。また、11月下旬頃より平源旅館の解体が始まった。平源旅館は、1929年（昭和4年）に竣工した東北地方最古とも呼ばれる木造建築であり、横手駅前のシンボル的存在であったが、3階建ての大規模な木造建築を移動させる術は無く、再建するにしても当時の建築基準法では不可能であり、やむなく解体されることになった。
1984年（昭和60年）10月8日、平源ホテル跡地付近に鉄筋コンクリート造10階建ての「横手プラザホテル」が開業。その後、1988年（昭和63年）に駅前町7番7号にて同ホテルの駐車場の工事をしていたところ、温泉が湧出し、1990年（平成2年）に「横手駅前温泉 ゆうゆうプラザ」として開業した。2006年（平成18年）にはホテルプラザアネックス横手が開業。これらの温泉・ホテルは横手開発興業によるもので、2023年（令和5年）6月1日には横手プラザホテル内に、男性専用カプセルホテル「PLAZA EAST CABIN」を、2024年（令和6年）7月8日には女性専用カプセルホテル「ホテルレディースプラザ横手」を開業するなど、横手駅周辺においてホテル開発などを行う。

#### 駅前町の発足
住居表示に関する法律が施行された1962年5月10日以降、旧横手市内においても住居表示が進み、1965年より第一次から第五次にかけて実施された。本地域は第二次地区として1966年4月1日に実施され、現行の駅前町はここで誕生した。
駅前地区に市街地が形成され始めた頃、駅前地区に住む住民らで「駅前町内会」が結成されており、住居表示前から駅前地区の俗称として馴染んでいたが、この住居表示によって正式に駅前町という町丁が誕生することになった。
| 実施後 | 実施年月日     | 実施前                                               | 備考 |
| ------ | -------------- | ---------------------------------------------------- | ---- |
| 駅前町 | 昭和41年4月1日 | 横手町字下飛瀬（一部） よこてまち あざしもとびせ     |      |
| 駅前町 | 昭和41年4月1日 | 前郷字上横山（一部） まえごう あざかみよこやま       |      |
| 駅前町 | 昭和41年4月1日 | 前郷字礼堂（一部） まえごう あざれいどう             |      |
| 駅前町 | 昭和41年4月1日 | 前郷字外不瀬（一部） まえごう あざそとふせ           |      |
| 駅前町 | 昭和41年4月1日 | 前郷字下横山（一部） まえごう あざしもよこやま       |      |
| 駅前町 | 昭和41年4月1日 | 前郷字三枚橋（一部） まえごう あざさんまいばし       |      |
| 駅前町 | 昭和41年4月1日 | 前郷字上三枚橋（一部） まえごう あざかみさんまいばし |      |
| 駅前町 | 昭和41年4月1日 | 前郷字下三枚橋（一部） まえごう あざしもさんまいばし |      |
| 駅前町 | 昭和41年4月1日 | 安田字谷地岸（一部） やすだ あざやちぎし             |      |
| 駅前町 | 昭和41年4月1日 | 安田字樋渡（一部） やすだ あざひわたし               |      |

2020年（令和2年）8月24日には横手駅西側の三枚橋地区で住居表示が行われ、駅前町の一部が駅西一丁目・駅西二丁目・駅西三丁目・駅南三丁目となった。

### 駅前の衰退と再開発
羽後交通ビルに入居するジャスコ横手店は、郊外に新たにジャスコ横手南店（現・イオンスーパーセンター横手南店）が開業した後に閉店。秋田県厚生農業協同組合連合会（JA秋田厚生連）が設置する平鹿総合病院についても、郊外に移転し駅前から撤退するなど、駅東口地区の空洞化が顕著となっていた。また、ジャスコと同時期に開業したユニオンについても、末期には1階部分でパチンコ店「ミリオン」が営業するのみで、上層のフロアは閉鎖され、半廃墟状態であった。

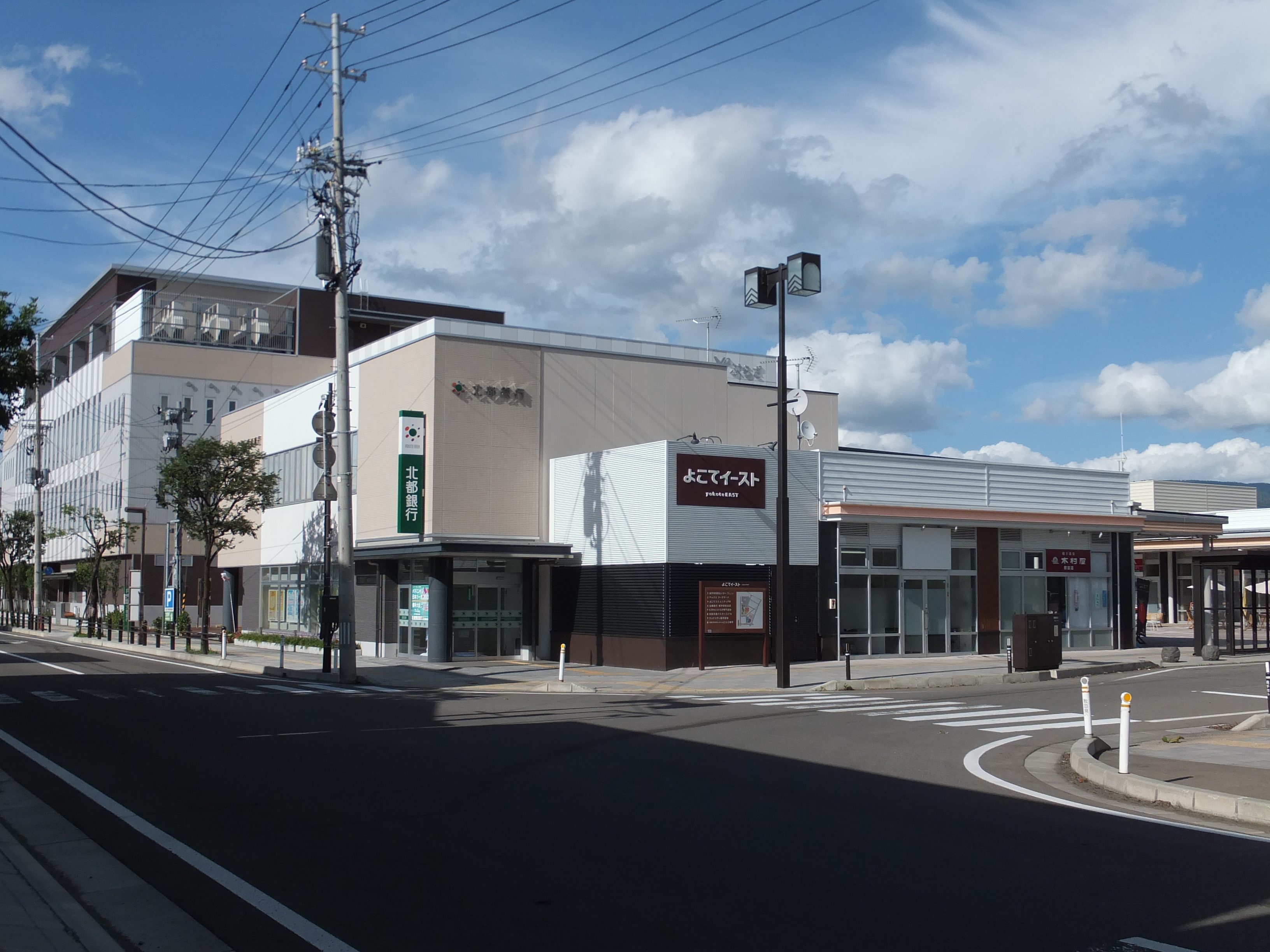
よこてイーストの外観（2013年撮影）

こうした郊外化や駅前衰退の波を受けて、駅前地区では「横手駅東口第一地区第一種市街地再開発事業」として市街地再開発事業が行われることになり、平鹿総合病院や羽後交通ビル（ジャスコ横手店）は解体され、跡地に市の公共施設である横手市交流センターY2（わいわい）ぷらざやスーパーマーケットを核とした「よこてイースト」として整備され、2011年（平成23年）に開業した。また、これと同時期に横手駅舎も橋上駅舎へと建て替えられ、東西連絡通路が整備された。
第一地区の再開発は終了したものの、駅前の一等地には廃墟化したユニオンビルが取り残されており、JA秋田ふるさとの本店が入居するよこてシャイニーパレスなども、先述した昭和の土地区画整理事業の際に建築されたもので、老朽化が著しく進行していた。そこで、これらの建物が立地する地区についても「横手駅東口第二地区第一種市街地再開発事業」として再開発が行われることになり、2020年（令和2年）6月に再開発組合が設立、翌年3月に認可され、4月より既存施設の解体工事が始まった。2021年（令和3年）7月27日に起工式を挙行。
2022年（令和4年）2月14日には、同再開発事業で開業する最初の施設として、横手駅前郵便局が新局舎で営業開始した。旧局舎の南隣に位置し、鉄骨平屋建て、延べ床面積136.5m2。

#### 施工不良の発覚と完工の遅れ

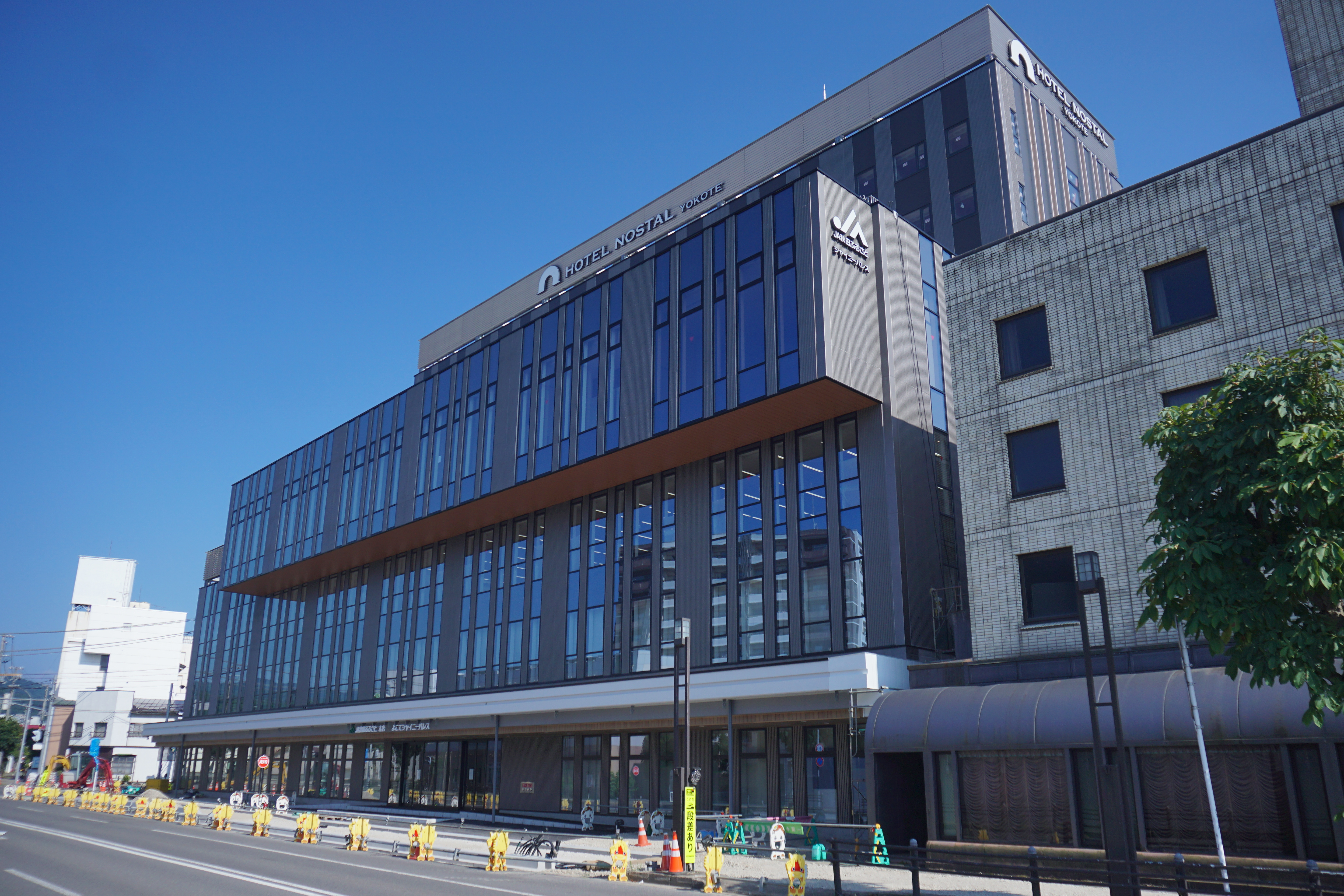
B-1棟（2023年7月29日撮影）

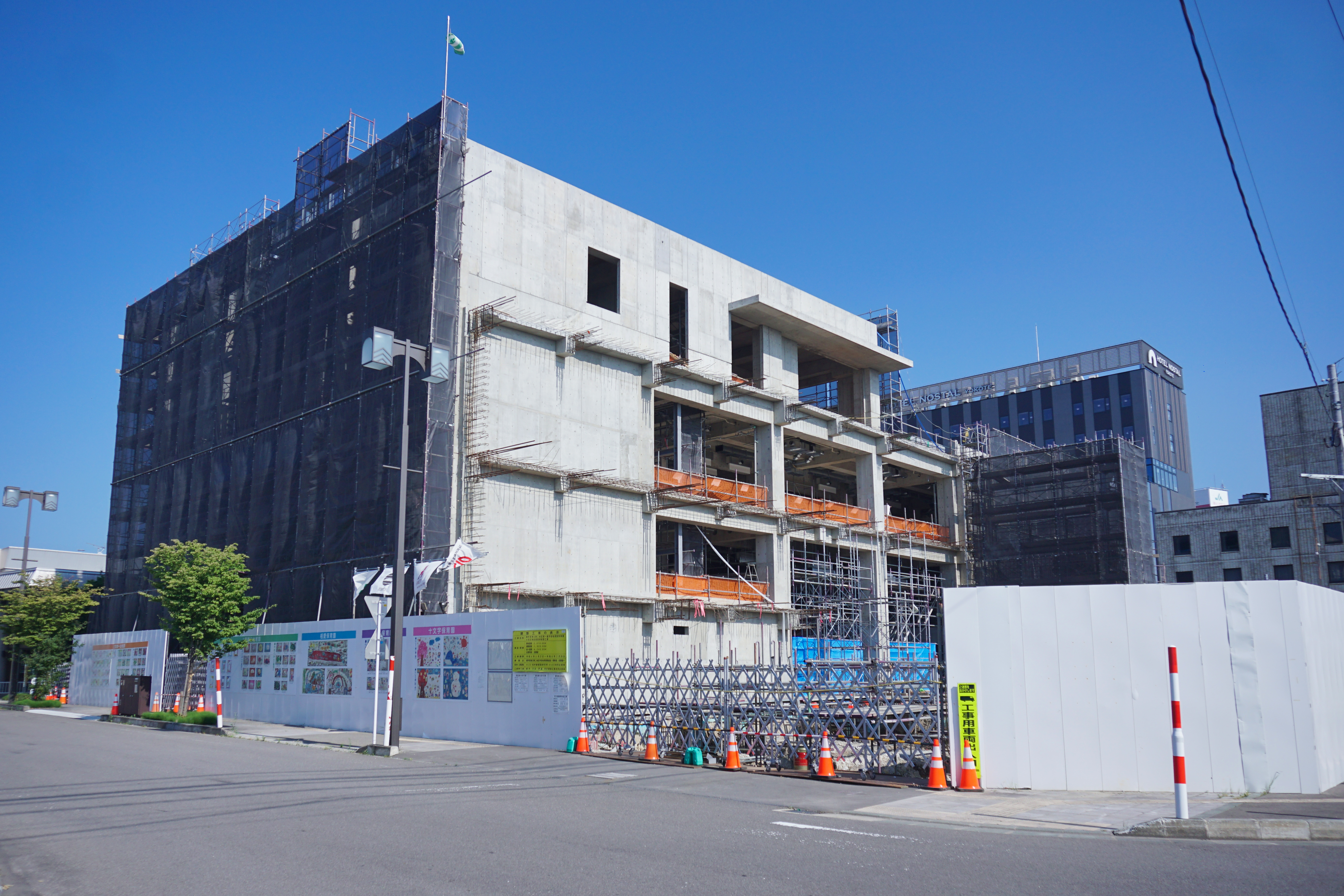
建設が中断されたA棟（2023年7月29日撮影）

2023年（令和5年）7月7日、横手建設・半田工務店・伊藤建設工業特定建設工事共同企業体（以下、JV）が施工を担当し、完成間近であった地上7階建て、延べ床面積約7,500m2のB-1棟にて柱が傾いて設置される施工不良が発覚。同年7月10日からJA秋田ふるさとが入居する予定で、発覚当時も移転作業が進んでいたが、安全が確保されないとして7日昼に移転延期を決め、移転前の旧ビルにて復旧作業が行われることになった。また、これにより同再開発事業にて同JVが施工中だった公共施設棟（A棟、横手市生涯学習館 Ao-na）の建設も確認のため中断された。
7月11日より現地で建物の調査が始まり、22日に終了。同年8月9日に調査結果が発表された。調査を担当したのはアーレックス・浅井謙建築研究所・Arch5JVであり、建物の安全性には問題がないものの、柱と梁の接合部の補強が必要であると発表された。B-1棟においては、鉄骨柱を1階の基礎コンクリートと固定するためのアンカーボルトが65mmずれた位置に設置されており、そのずれを吸収するために1階から3階までの約10.5mの柱が南に0.275度傾けて設置されていた。また、傾いた柱に合わせる形で、周辺の梁を切断したり、新たにボルトの穴を開けたりしていた。ただ、42本の柱の内で1本が傾いているのは構造安全性に問題はなく、建て替える必要はないとの見解を示した。
施工不良に至った経緯については、TMI総合法律事務所による第三者調査が行われ、同年10月11日に発表された。アンカーボルトがずれて設置された件について、JVを代表する横手建設の現場代理人と監理技術者は、設置直後の2022年10月の時点で気づいていたが、工期などを優先し、設計・監理者への報告を行わずに工事を進めた。この隠蔽ともとれる判断を取ったのは現場統括の2人で、組織的関与を裏付ける事実は見つからなかったとしている。
設計監理を担当するJVからは、柱と梁の接合部を補強することで安全上の問題はないとの見解が示されたものの、再開発組合では、柱が傾いたままでは風評被害につながるとし、間違ったものは正すべきだとして、柱を設計図通りに建て直すことが決定された。これにより、建物の竣工は当初の予定より1年ほど遅れることになり、2023年10月より是正工事に着工した。是正工事は、建物の上階をジャッキで支え、梁や基礎部分を取り出し、柱を立て直すものであったが、ほぼ完成した建物の柱を1本だけ立て直すというのは難工事であり、大手建設会社にも協力を要請して施工した。柱の是正は2024年5月29日に完了し、その後は外壁の復旧作業などを実施した。是正工事にかかった費用は非公開であるが、数億円規模とされており、その費用はJVが負担する。
一連の不良工事を受け、2023年8月17日の横手市定例記者会見にて、高橋大横手市長は、同JV3社に対して横手市横手体育館と横手市民会館の新築工事について、入札を遠慮してほしいと述べた。横手市内においては、老朽化する横手体育館と市民会館の建て替えを進めており、同日に建設工事の入札を公告した。不良工事が発生したのは再開発組合の発注であったため、市の基準で指名停止にすることができず、このように述べたとのこと。この時点で、横手建設は半年間の入札不参加を申し出ていたが、JV3社のうち残りの半田工務店と伊藤建設工業は後に入札に参加した。その後、2024年4月に秋田県はJV3社を指名停止に、これに続き横手市も指名停止措置とした。
2024年9月14日には、当初より半年遅れで公益施設棟に横手市生涯学習館「Ao-na（あおーな）」が開館した。
2024年9月17日には、当初より1年2ヶ月ほど遅れてB-1棟（民間施設棟）の供用が開始され、JA秋田ふるさと本店や、横手商工会議所などが入居し営業を開始した。B-1棟の供用開始が遅れたことにより、2025年3月に完工予定だった再開発事業の事業期間は2026年秋頃へと延びる見通しとなった。

## 世帯数と人口
2020年（令和2年）10月1日現在の世帯数と人口は以下の通りである。
| 丁目   | 世帯数  | 人口  |
| ------ | ------- | ----- |
| 駅前町 | 168世帯 | 372人 |

### 人口・世帯数の推移
以下は国勢調査による1995年（平成7年）以降の人口の推移。
| 年                 | 人口 |
| ------------------ | ---- |
| 1995年（平成7年）  | 327  |
| 2000年（平成12年） | 292  |
| 2005年（平成17年） | 324  |
| 2010年（平成22年） | 362  |
| 2015年（平成27年） | 416  |
| 2020年（令和2年）  | 372  |

以下は国勢調査による1995年（平成7年）以降の世帯数の推移。
| 年                 | 世帯数 |
| ------------------ | ------ |
| 1995年（平成7年）  | 106    |
| 2000年（平成12年） | 92     |
| 2005年（平成17年） | 101    |
| 2010年（平成22年） | 160    |
| 2015年（平成27年） | 181    |
| 2020年（令和2年）  | 168    |

## 小・中学校の学区
市立小・中学校に通う場合、学区（校区）は以下の通りとなる。
| 番地 | 小学校               | 中学校               |
| ---- | -------------------- | -------------------- |
| 全域 | 横手市立横手南小学校 | 横手市立横手南中学校 |

## 交通

### 鉄道

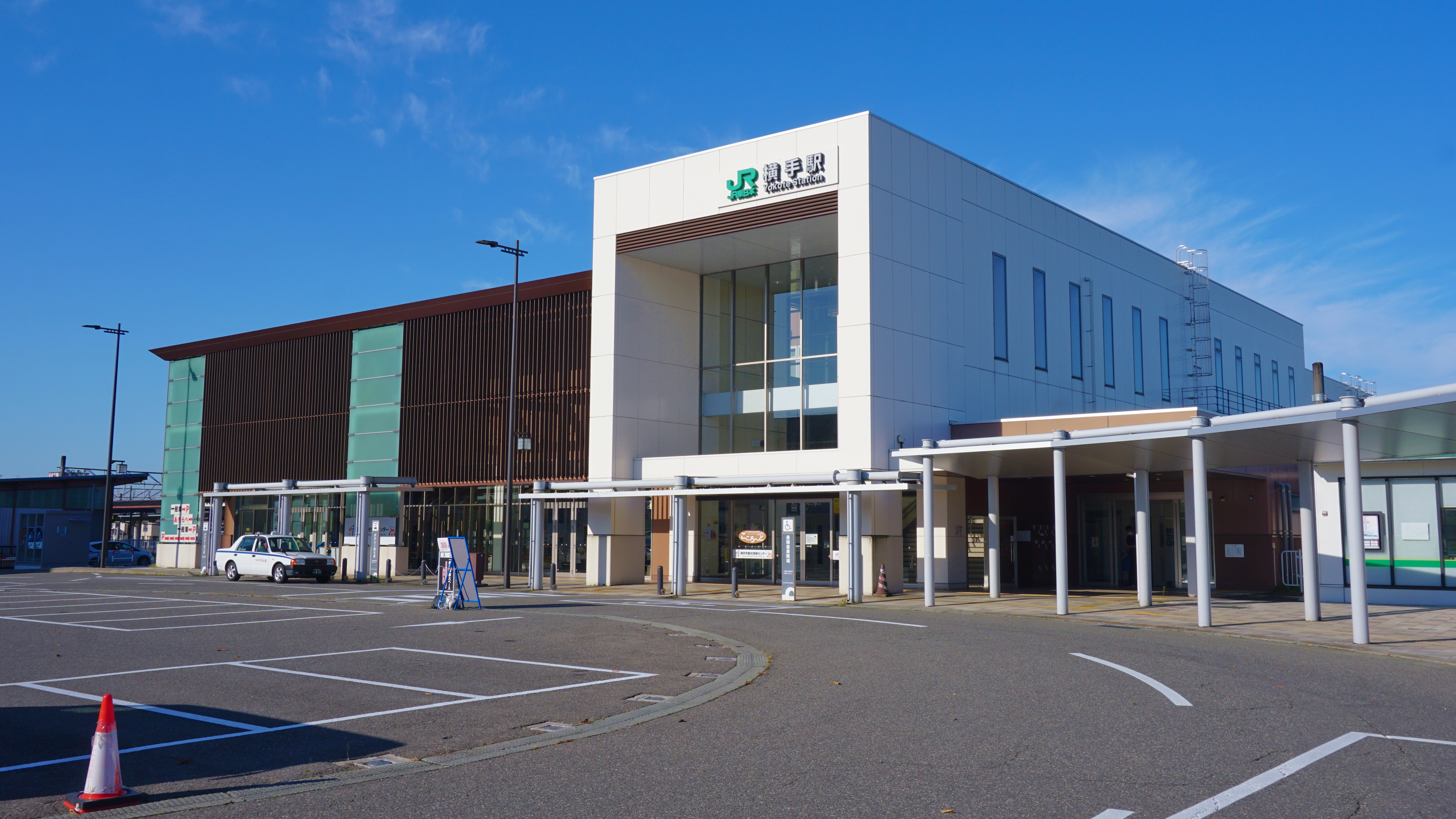
横手駅（2022年9月）

- 東日本旅客鉄道（JR東日本）
  - 横手駅（■奥羽本線、■北上線）

### バス
羽後交通

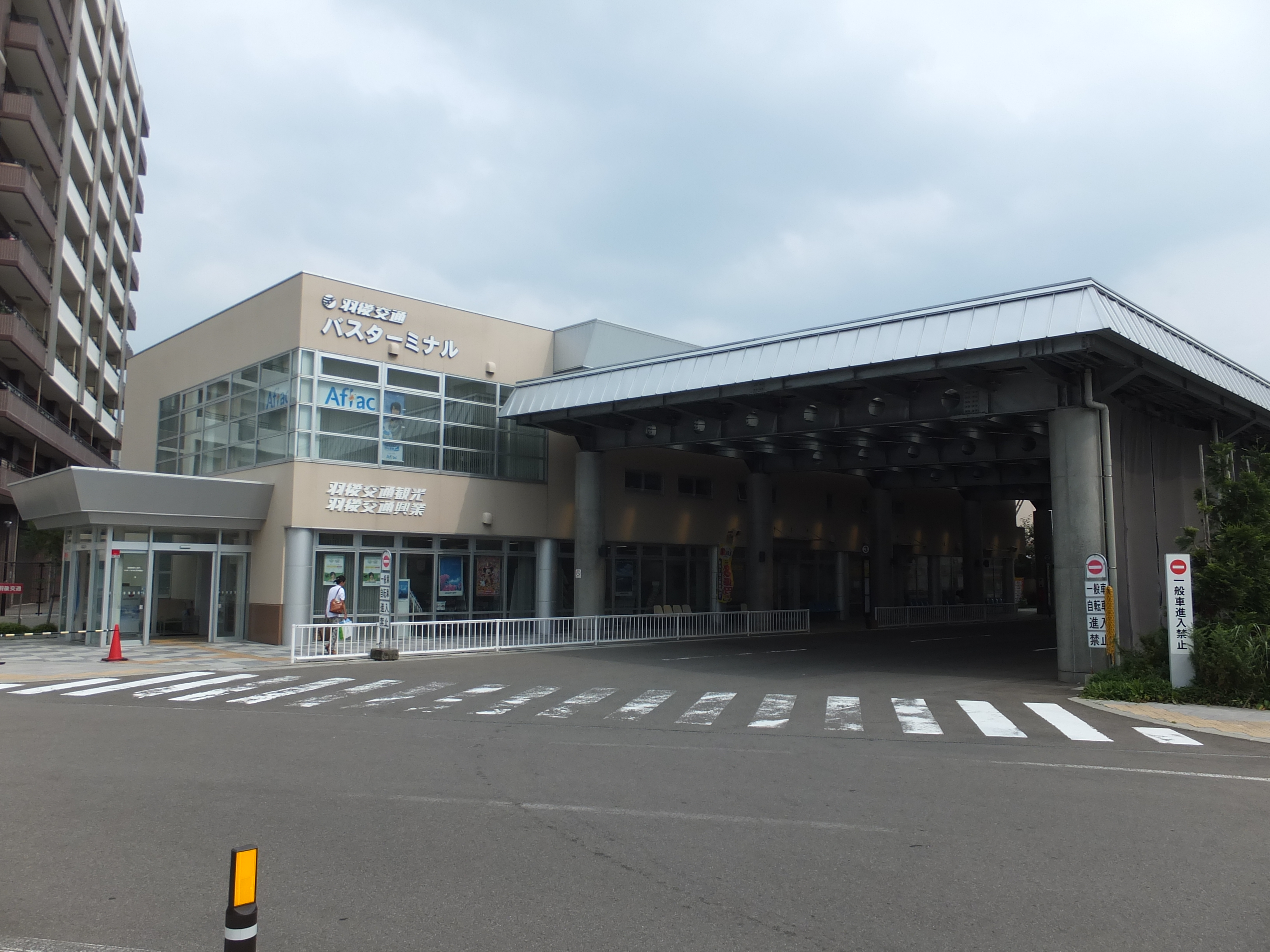
横手バスターミナル（2013年8月）

- 横手駅東口（ふるさと村線、朝日が丘線、横手・小安線、横手・大曲線、横手・湯沢線、山内線、横手清陵学院線）
- 横手バスターミナル（ふるさと村線、朝日が丘線、横手・本荘線、横手・小安線、横手・大曲線、横手・湯沢線、上台線、大森線、山内線）

横手市循環バス
- 横手バスターミナル
- 細谷内科病院前

### 道路
- 秋田県道31号横手停車場線
- 阿桜大通り（駅東線）
- ゆりのき通り（寿町上横山線）

## 施設
- 横手警察署 横手駅前交番（5番10号）
- よこてイースト（1番10号）[93]
  - 横手市交流センター Y2（わいわい）ぷらざ（1番21号）[94]
  - アックスフーズマート 横手駅前店（1番26号）[95]
- 横手市生涯学習館 Ao-na（2番12号）[96]
- よこてシャイニーパレス（6番33号）[97]
  - 秋田ふるさと農業協同組合本店
  - 横手商工会議所
  - HOTEL NOSTAL YOKOTE
- 横手駅前郵便局（6番3号）[98]
- 横手プラザホテル（7番1号）[99]
- 横手駅前温泉 ゆうゆうプラザ、ホテルプラザ迎賓（7番7号）[100]
- ホテルプラザアネックス横手（7番7号）[101]

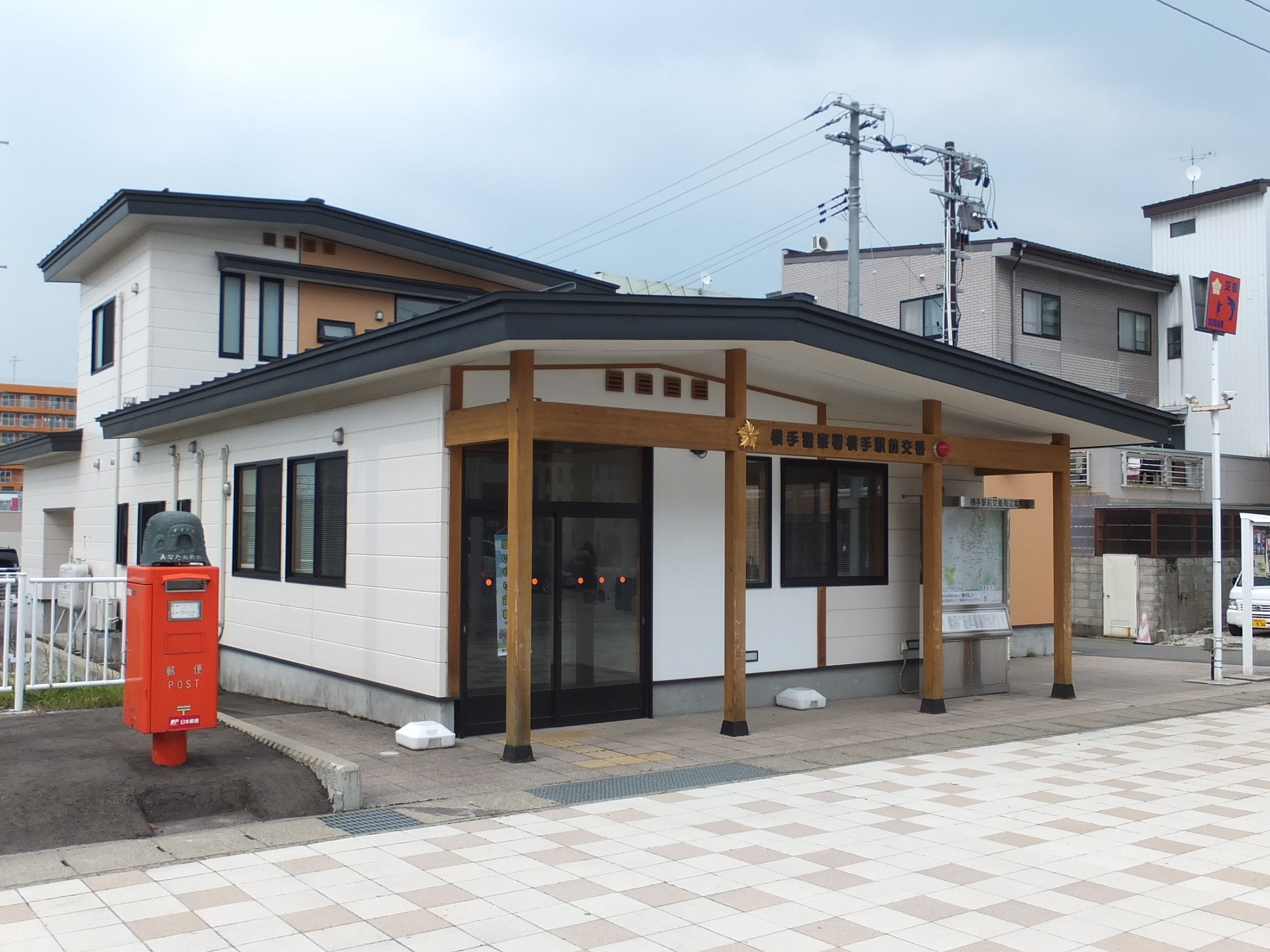
横手駅前交番
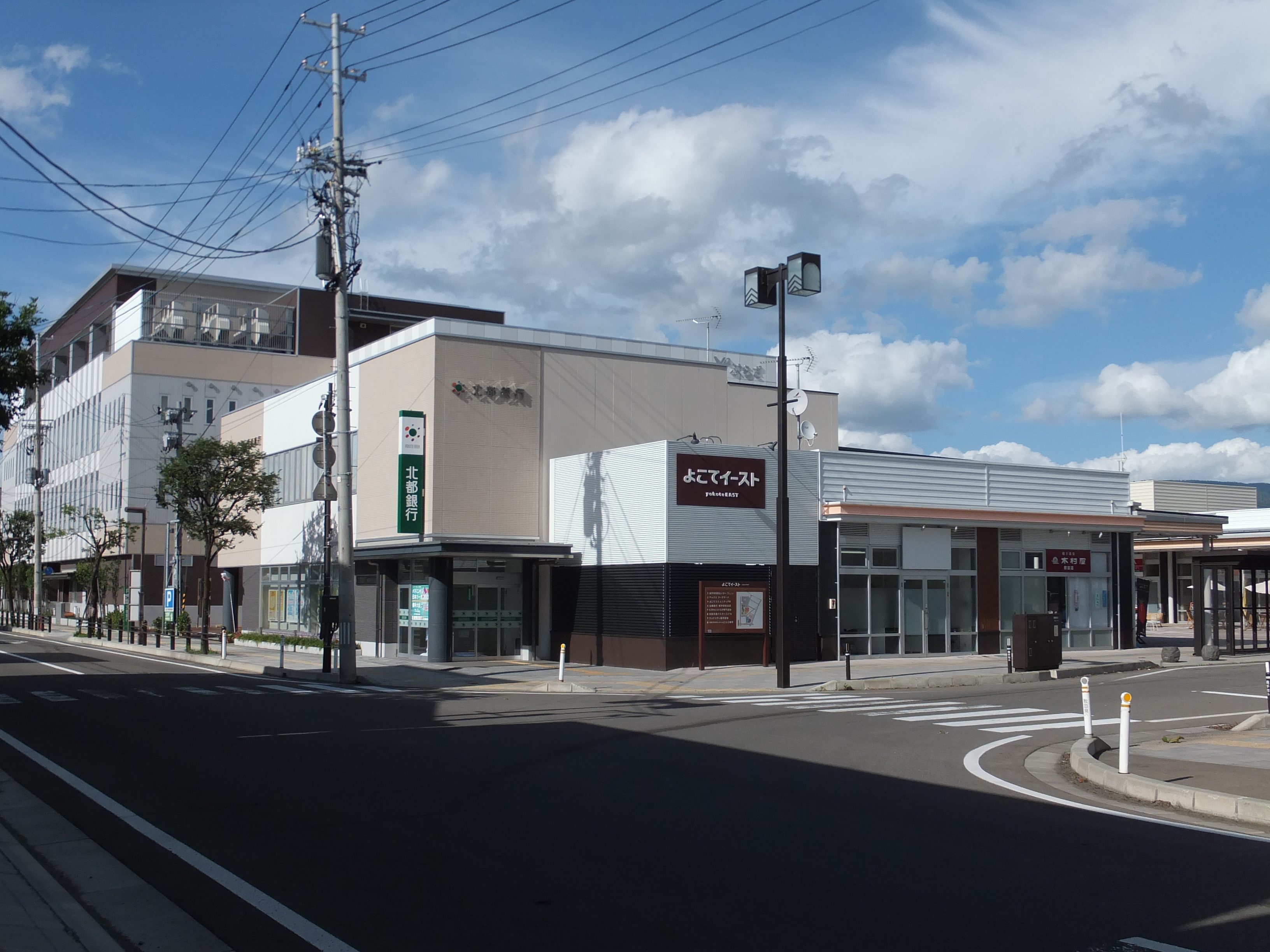
よこてイースト
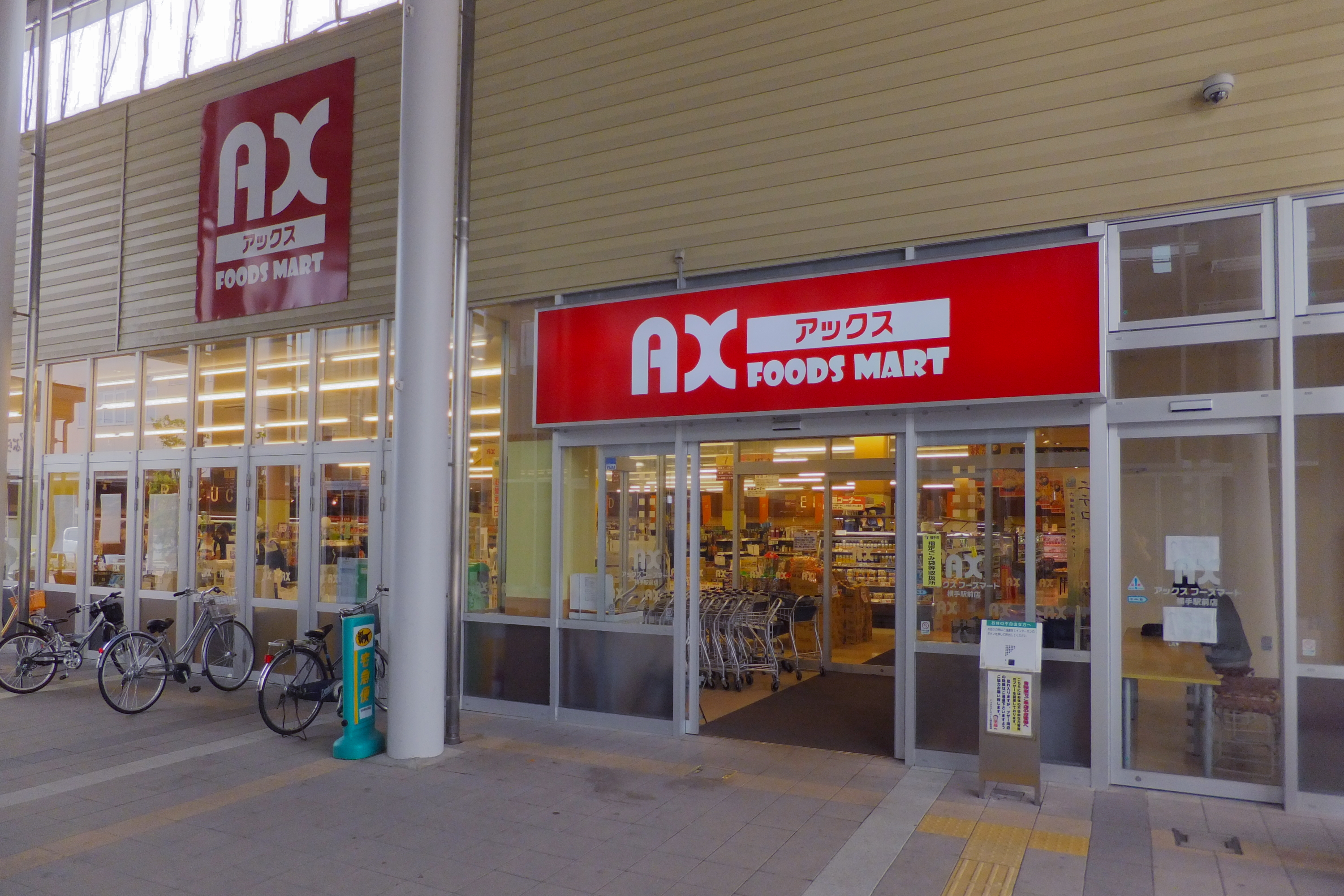
アックスフーズマート 横手駅前店
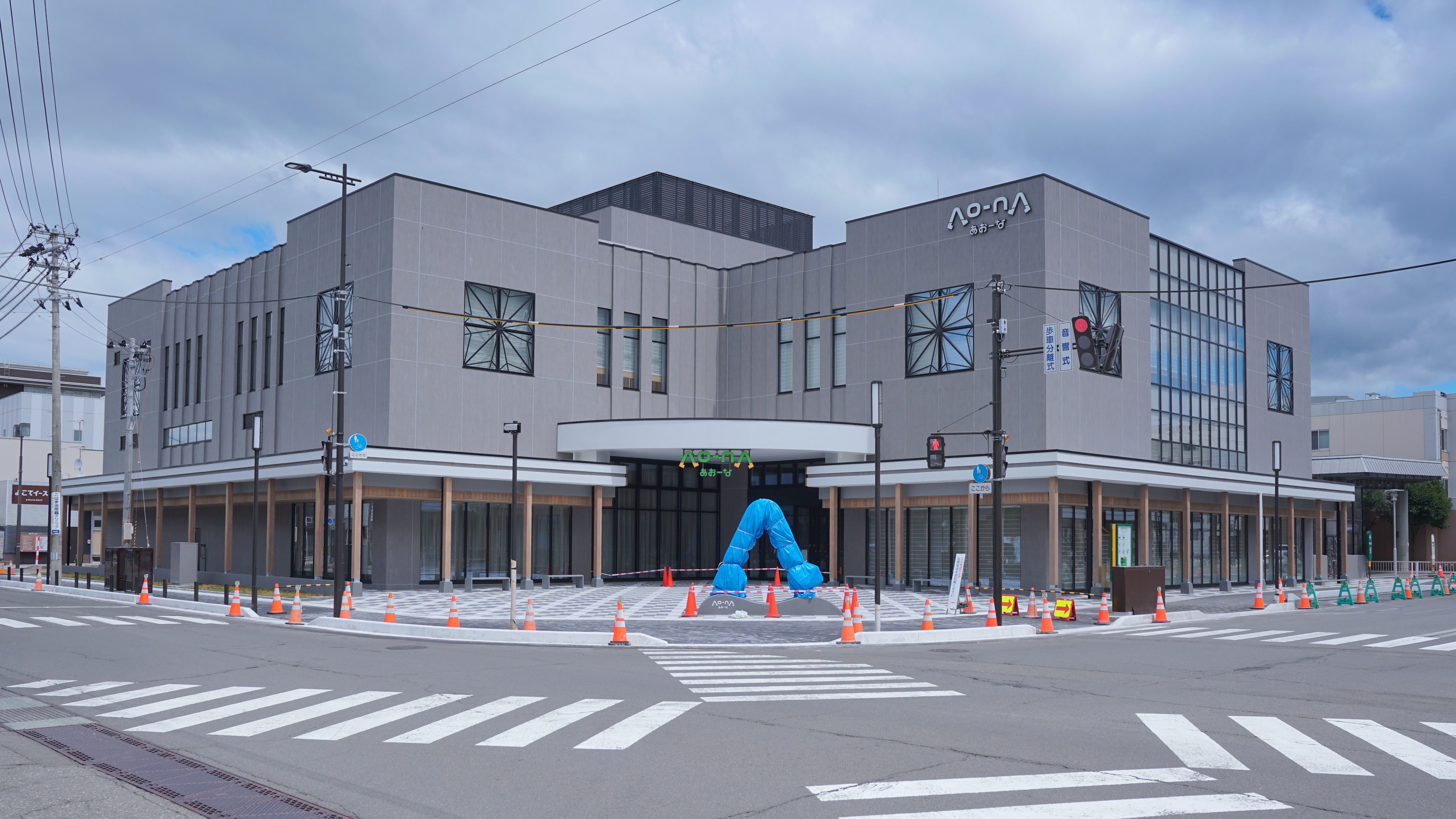
横手市生涯学習館 Ao-na
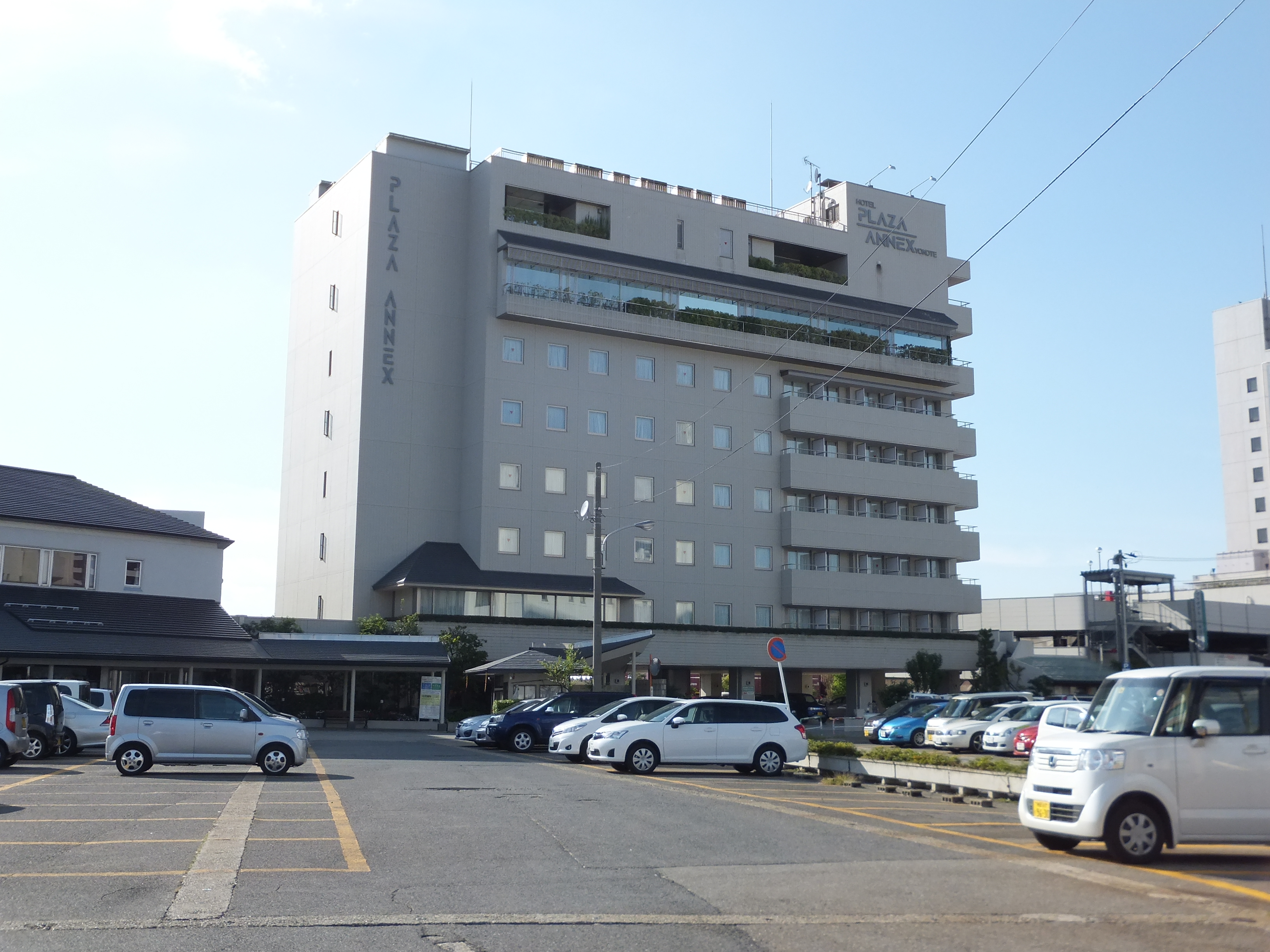
ホテルプラザアネックス横手
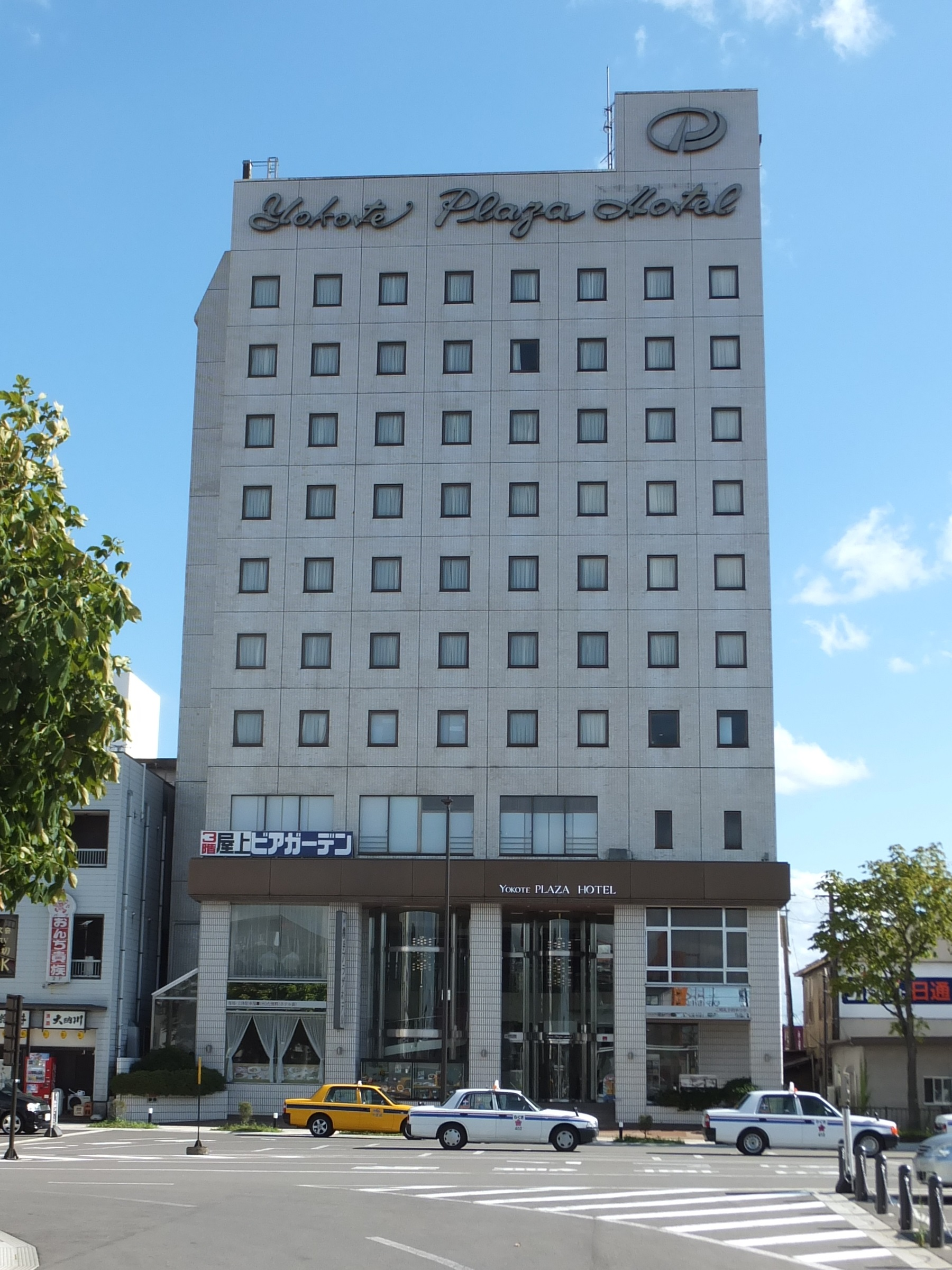
横手プラザホテル